# 13. април
13. април (13.04) је 103. дан у години по грегоријанском календару (104. у преступној години). До краја године има још 262 дана.

## Догађаји
- 1204 — Крсташи су у Четвртом крсташком рату заузели и опљачкали Цариград.
- 1598 — Француски краљ Анри IV потписао Нантски едикт, којим је завршен Рат тројице Анрија и хугенотима признају иста права као и католицима.
- 1848 — Сицилија прогласила независност од Напуљске краљевине.
- 1869 — У Панчеву изашао први број недељника "Панчевац". У овом листу објављен је први превод на српски језик "Комунистичког манифеста". Лист је више пута забрањиван и обнављан.
- 1898 — Марија Кири Склодовска открила нови елемент који је добио назив радијум. Овим открићем постављени су темељи науке о радиоактивности.
- 1919 — Британске трупе су у Амрицару масакрирале око 380 Индуса, присталица вође покрета за независност Индије Махатме Гандија.
- 1936 — Петар Ђурковић, српски астроном, открио астероид 1605 Миланковић.
- 1941 — СССР и Јапан су потписале споразум о неутралности у Другом светском рату.
- 1945 —
  - Совјетске трупе под маршалом Фјодором Толбухином у Другом светском рату заузеле су Беч.
  - Тешким запаљивим бомбама Америчко ваздухопловство у Другом светском рату уништило је велики део Токија.
- 1964 — Амерички филмски глумац Сидни Поатје добио је Оскара за филм "Пољски љиљани", први црнац који је добио ово високо филмско признање.
- 1966 — У удесу хеликоптера погинуо председник Ирака Абдул Салам Ариф.
- 1970 — Експлодирао је резервоар са кисеоником на летелици Аполо 13, чиме је угрожен живот посаде која је била на мисији ка Месецу.
- 1975 —
  - Војним пучем у Чаду збачен је са власти, а потом убијен председник Франсоа Томбалбаје. Власт је преузело Врховно војно веће којим је председавао Феликс Малум.
  - Припадник хришћанске милиције у предграђу Бејрута убио је у аутобусу 22 Палестинца, што се сматра почетком грађанског рата у Либану.
- 1981 — Новинарка Вашингтон поста Џенет Кук добила је Пулицерову награду за причу о осмогодишњем наркоману. Два дана касније Кук је вратила награду, након признања да је причу измислила.
- 1990 — Совјетски Савез признао одговорност за масакр више хиљада Пољака 1940. у Катинској шуми.
- 1995 — Украјина пристала да до 2000. године затвори нуклеарну електрану Чернобиљ, познат по томе што је 1986. године изазвао огромно радиоактивно загађење.
- 1996 — У Бриселу завршена донаторска конференција за послератну Босну и Херцеговину на којој је обећана 1 милијарда и 230 милиона долара помоћи за обнову земље.
- 1997 — Након дужег одлагања Папа Јован Павле II посетио Сарајево. Дуж пута којим је требало да прође његова моторизована колона пронађене су свеже постављене мине.
- 1999 — У држави Мичиген осуђен је доктор Џек Керворкиан на 10 до 25 година затвора за помоћ у самоубиству Томаса Јоука, које је извршено годину дана раније и снимљено на видео-касети.
- 2002 — Стални Арбитражни суд у Хагу донео је правоснажну одлуку којом је дефинисана 1.000 km дугачка граница између Етиопије и Еритреје, чиме је окончан сукоб који је кулминирао двогодишњим ратом (1998—2000) између те две афричке земље.
- 2015 —Оснивање Слободне Републике Либерланд.

## Рођења
- 1519 — Катарина Медичи, француска краљица италијанског порекла. (прем. 1589)[1]
- 1743 — Томас Џеферсон, амерички политичар и правник, 3. председник САД. (прем. 1826)[2]
- 1832 — Стеван Тодоровић, српски сликар. (прем. 1925)[3]
- 1885 — Ђерђ Лукач, мађарски филозоф и књижевни критичар. (прем. 1971)[4]
- 1906 — Семјуел Бекет, ирски књижевник. (прем. 1989)[5]
- 1924 — Стенли Донен, амерички редитељ и кореограф. (прем. 2019)[6]
- 1937 — Едвард Фокс, енглески глумац.[7]
- 1939 — Пол Сорвино, амерички глумац, редитељ, оперски певач, писац, вајар и предузетник. (прем. 2022)
- 1939 — Шејмус Хини, ирски песник, драматург и преводилац, добитник Нобелове награде за књижевност (1995). (прем. 2013)[8]
- 1940 — Жан-Мари Гистав ле Клезио, француски књижевник, добитник Нобелове награде за књижевност (2008).[9]
- 1946 — Јосиф Татић, српски глумац. (прем. 2013)[10]
- 1948 — Раша Ливада, српски књижевник, преводилац и издавач. (прем. 2007)[11]
- 1950 — Рон Перлман, амерички глумац.[12]
- 1950 — Вилијам Садлер, амерички глумац.[13]
- 1951 — Јоахим Штрајх, немачки фудбалер и фудбалски тренер. (прем. 2022)[14]
- 1955 — Сафет Сушић, босанскохерцеговачки фудбалер и фудбалски тренер.[15]
- 1959 — Владан Девеџић, српски софтверски инжењер, академик и дописни члан Српске академије наука и уметности.[16]
- 1960 — Руди Фелер, немачки фудбалер и фудбалски тренер.[17]
- 1963 — Гари Каспаров, руски шахиста.[18]
- 1963 — Мо Џонстон, шкотски фудбалер и фудбалски тренер.[19]
- 1971 — Чедомир Јовановић, српски политичар и драматург.[20]
- 1972 — Илија Белошевић, српски кошаркашки судија.
- 1974 — Рубен Естлунд, шведски редитељ и сценариста.[21]
- 1977 — Тадеј Ваљавец, словеначки бициклиста.[22]
- 1978 — Карлес Пујол, шпански фудбалер.[23]
- 1979 — Барон Дејвис, амерички кошаркаш.[24]
- 1980 — Јана Кова, чешка порнографска глумица.[25]
- 1981 — Симон Гројл, немачки тенисер.[26]
- 1982 — Јелена Николић, српска одбојкашица.[27]
- 1983 — Клаудио Браво, чилеански фудбалски голман.[28]
- 1983 — Марко Шутало, босанскохерцеговачко-српски кошаркаш.[29]
- 1988 — Андерсон, бразилски фудбалер.[30]
- 1988 — Петери Копонен, фински кошаркаш.[31]
- 1990 — Анастасија Севастова, летонска тенисерка.[32]
- 1991 — Бранкица Михајловић, српска одбојкашица.[33]
- 1993 — Немања Дангубић, српски кошаркаш.[34]
- 1996 — Марко Грујић, српски фудбалер.[35]

## Смрти
- 800 — Павле Ђакон, лангобардски клирик и историчар.
- 814 — Крум, бугарски кан.[36]
- 1605 — Борис Годунов, руски цар [37]
- 1695 — Жан де Лафонтен, француски песник и баснописац. (рођ. 1621)[38]
- 1999 — Вили Штоф, источнонемачки политичар. (рођ. 1914)[39]
- 2002 — Влајко Стојиљковић, српски политичар.
- 2005 — Никола Љубичић, југословенски генерал.[40]
- 2015 – Гинтер Грас, немачки књижевник (рођ. 1927)[41]